# فرودگاه دوانسبورگ
فرودگاه دوانسبورگ (به انگلیسی: Duanesburg Airport) یک فرودگاه همگانی بهره‌برداری هوایی است که یک باند فرود آسفالت دارد و طول باند آن ۷۹۲ متر است. این فرودگاه در شهر دوانسبورگ، نیویورک کشور ایالات متحده آمریکا قرار دارد و در ارتفاع ۲۱۶ متری از سطح دریا واقع شده است.